# (8591) Excubitor
(8591) Excubitor ist ein Asteroid des äußeren Hauptgürtels, der am 24. September 1960 von dem niederländischen Astronomenehepaar Cornelis Johannes van Houten und Ingrid van Houten-Groeneveld entdeckt wurde. Die Entdeckung geschah im Rahmen des Palomar-Leiden-Surveys, bei dem von Tom Gehrels mit dem 120-cm-Oschin-Schmidt-Teleskop des Palomar-Observatoriums aufgenommene Feldplatten an der Universität Leiden durchmustert wurden.
Der Asteroid gehört zur Themis-Familie, einer Gruppe von Asteroiden, die nach (24) Themis benannt wurde. Nach der SMASS-Klassifikation (Small Main-Belt Asteroid Spectroscopic Survey) wurde bei einer spektroskopischen Untersuchung von Gianluca Masi, Sergio Foglia und Richard P. Binzel bei (8591) Excubitor von einer dunklen Oberfläche ausgegangen, es könnte sich also, grob gesehen, um einen C-Asteroiden handeln.
Die zeitlosen (nichtoskulierenden) Bahnelemente von (8591) Excubitor sind fast identisch mit denjenigen der beiden kleineren, wenn man von der Absoluten Helligkeit von 14,9 und 16,1 gegenüber 12,8 ausgeht, Asteroiden (76755) 2000 KD1 und (228255) 1999 ET7.
(8591) Excubitor ist nach dem Raubwürger benannt, dessen wissenschaftlicher Name Lanius excubitor lautet. Zum Zeitpunkt der Benennung des Asteroiden am 2. Februar 1999 befand sich der Nördliche Raubwürger auf der niederländischen Roten Liste gefährdeter Arten. Die Anfangsbuchstaben der Asteroiden (8585) bis (8600) bilden die Redewendung Per aspera ad astra.